# Napeocles jucunda
Napeocles jucunda är en fjärilsart som beskrevs av Jacob Hübner 1808. Napeocles jucunda ingår i släktet Napeocles och familjen praktfjärilar. Inga underarter finns listade i Catalogue of Life.